# Сохинки
Сохинки — деревня в Чеховском районе Московской области, в составе муниципального образования сельское поселение Стремиловское (до 28 февраля 2005 года входила в состав Стремиловского сельского округа), деревня связана автобусным сообщением с райцентром и соседними населёнными пунктами.

## Население
| 2002 | 2006 | 2010 |
| ---- | ---- | ---- |
| 41   | ↘19  | ↗38  |

## География
Сохинки расположены примерно в 15 км на юго-запад от Чехова, на безымянном левом притоке реки Нара, высота центра деревни над уровнем моря — 171 м.